# 毛皮のマリーズ (アルバム)
『毛皮のマリーズ』（けがわのマリーズ）は、日本のバンド、毛皮のマリーズの通算5枚目のスタジオ・アルバムで、メジャーデビュー・アルバムである。2010年4月21日発売。発売元はコロムビアミュージックエンタテインメント。

## 収録曲
作詞・作曲：志磨遼平、編曲：毛皮のマリーズ
1. ボニーとクライドは今夜も夢中 [2:20]
PV監督は川村ケンスケ。
2. DIG IT [4:30]
3. COWGIRL [2:49]
4. 悲しい男 [5:00]
5. BABYDOLL [5:31]
6. バンドワゴン [3:13]
7. サンデーモーニング [4:07]
8. それすらできない [4:44]
スペースシャワーTV限定でMVが作られている。監督は飯嶋和良。
9. 金がなけりゃ [3:17]
10. すてきなモリー [3:44]
ボーカルは栗本ヒロコ。
11. 晩年 [3:54]